# Colúmbia (personificação)

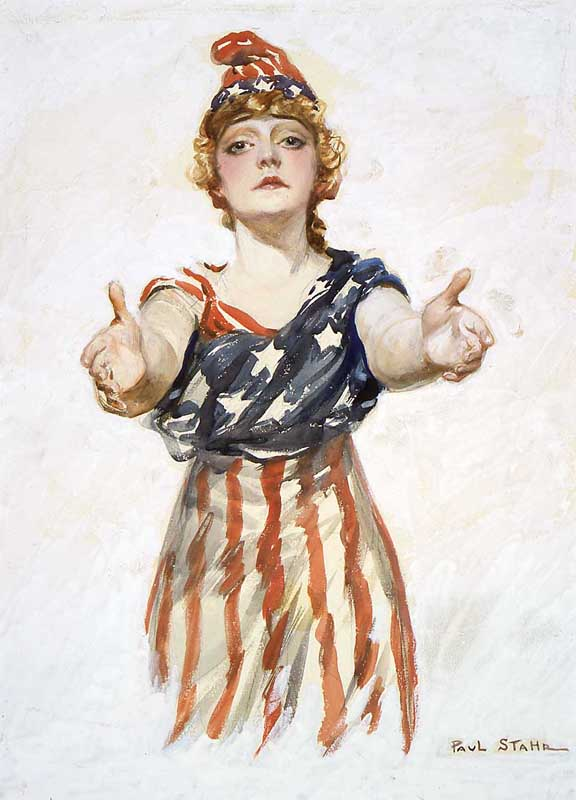
Colúmbia personificada em um vestido com a bandeira estadunidense e barrete frígio, que significa liberdade e a busca pela liberdade, de um pôster patriótico da Primeira Guerra Mundial

Colúmbia (/'kolũbia/), também conhecida como Senhorita Colúmbia é uma personificação nacional feminina dos Estados Unidos e um nome histórico para se referir ao continente americano e ao Novo Mundo. Têm inspirado nomes de muitos lugares, objetos, instituições e empresas estadunidenses, incluindo o Distrito de Columbia; Colúmbia, Carolina do Sul; Universidade Columbia; "Salve, Colúmbia"; Colúmbia Rediviva; e a Rio Colúmbia. As imagens da Estátua da Liberdade (Liberdade Iluminando o Mundo, erguida em 1886) substituíram em larga escala a personificação da Colúmbia personificada como o símbolo feminino dos Estados Unidos por volta de 1920, embora a Dama Liberdade fosse vista como um aspecto de Colúmbia. A maior exibição destacada da Colúmbia no século 21 foi como parte da logo do estúdio de cinema Hollywood Columbia Pictures.
Colúmbia é um topônimo neolatino, em uso desde a década de 1730 com referência às Treze Colônias que formaram os Estados Unidos. Originou-se do nome do explorador genovês Cristóvão Colombo e da terminação latina -ia , comum nos nomes latinos de países (paralelamente a Britânia, Gália, Zelândia, e outros).

## Aparência
Colúmbia é geralmente retratada desacompanhada em ilustrações e aparece como uma deusa humana. Ela é retratada com cabelos ruivos, castanhos e às vezes pretos, geralmente usa uma vestimenta branca simples, envolta na bandeira estadunidense, ou usa algum outro vestido com cores diferentes. Ela é frequentemente ilustrada com um barrete da liberdade e segurando uma bandeira estadunidense, e às vezes empunhando um escudo com o brasão dos Estados Unidos. Ela também é conhecida como "Senhorita (Miss) Colúmbia", o que indica que ela não é casada.

## História

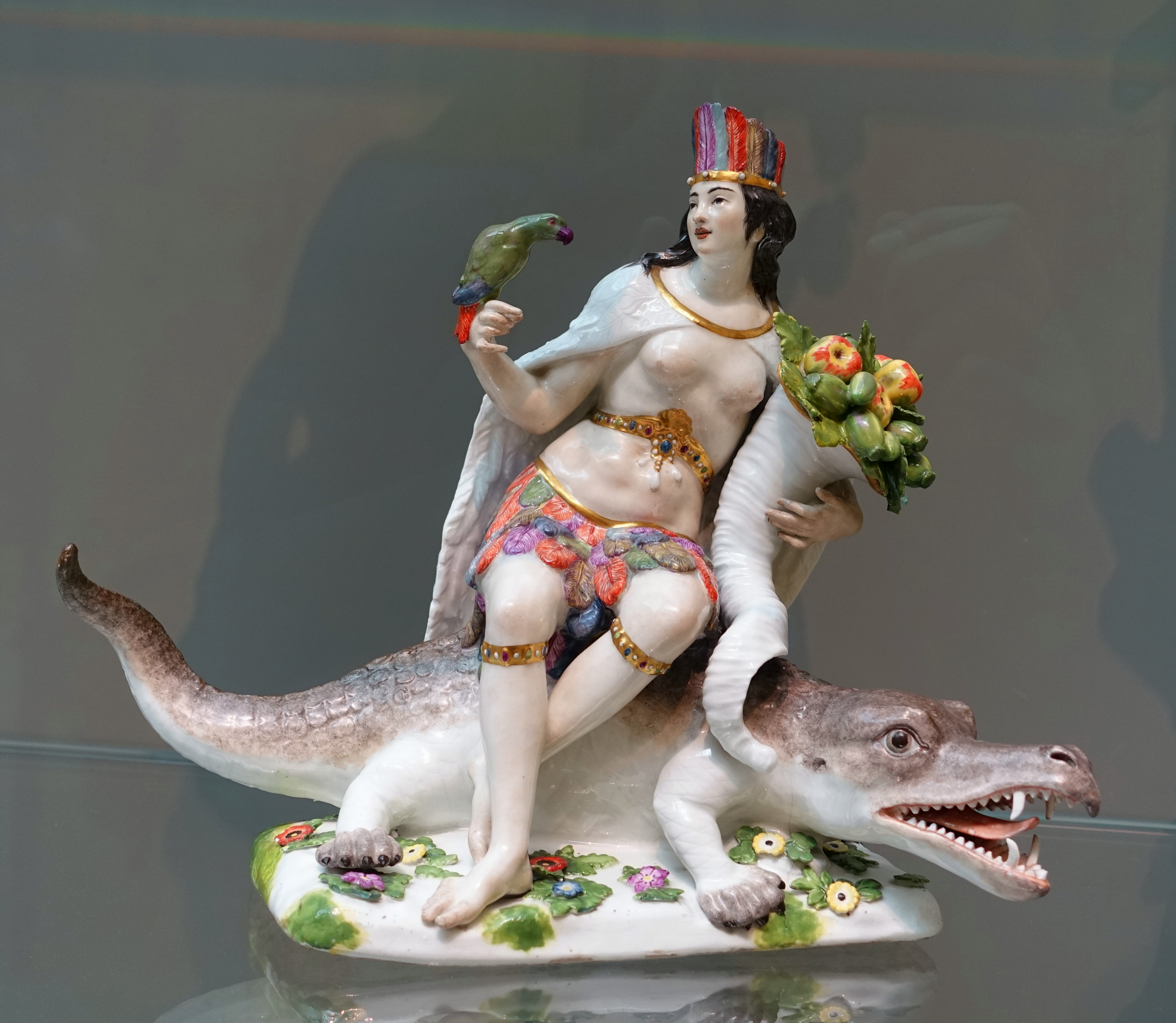
Personificação das Américas em porcelana de Meissen, D.C 1760, de um conjunto de Quatro Continentes

O mais antigo tipo de personificação das Américas, visto na arte européia no século 16, reflete as regiões tropicais do Sul e América Central das quais os primeiros viajantes europeus relataram quando voltaram. Tais imagens foram frequentemente usadas em conjunto a personificações femininas de quatro continentes. América foi retratada como uma mulher que, tal qual África, foi apenas parcialmente vestida, tipicamente em penas brilhantes, as quais invariavelmente formavam seu cocar. Ela frequentemente amparava uma arara, estava sentada num jacaré ou um aligátor, com alguma cornucópia. Às vezes, uma cabeça decepada operava como um atributo acessório adicional, ou impressões depictando cenas de canibalismo apareciam no fundo.

### Século XVIII
Embora versões dessa retratação, que tendiam, com o tempo, a suavizar a imagética a um tipo de "princesa índia", figurando em igrejas enfatizando a conversão ao cristianismo, tenham servido bastante bem aos artistas europeus, na altura do século XVIII, foram sendo rejeitadas pelos colonos na América do Norte, que queriam figuras que representassem a si mesmos, em vez dos nativos americanos com os qual frequentemente entravam em conflito.
O chefe de justiça de Massachusetts, Samuel Sewall, usou o nome "Columbina" para o Novo Mundo em 1697. O nome "Columbia" para a América apareceu pela primeira vez em 1738  na publicação semanal dos debates do Parlamento na Revista do Cavalheiro de Edward Cave. A publicação de debates parlamentares era tecnicamente ilegal, por isso os debates foram publicados sob o fino disfarce de Relatórios dos Debates do Senado de Lilliput e nomes fictícios foram usados para a maioria dos indivíduos e nomes de lugares encontrados nos registros. A maioria deles eram anagramas transparentes ou distorções semelhantes dos nomes reais e alguns poucos foram tirados diretamente das Viagens de Gulliver, de Jonathan Swift, enquanto alguns outros eram de estilo clássico ou neoclássico. Tais eram Ierne para a Irlanda, Iberia para a Espanha, Noveborac para Nova York (de Éboraco, o nome romano para York) e Columbia para a América - na época usada no sentido de "colônias europeias no Novo Mundo".